# زایمان بریچ
زایمان بریچ یا (به انگلیسی: Breech birth) هنگامی است که جنین با پا یا باسن از رحم به دنیا میآید.

## تعریف
به‌طور معمول جنین‌ها به صورت سر به پایین در رحم مادر قرار دارند و هنگام زایمان ابتدا سرشان خارج می‌شود. هنگامی که جنین در وضعیتی برعکس حالت فوق قرار می‌گیرد و در هنگام زایمان ابتدا با باسن یا پا خارج می‌شود، این وضعیت قرارگیری در رحم را نمایش بریچ و زایمان را زایمان بریچ می‌نامیم.

## تشخیص
شیوع نمایش سفالیک (سر) در زایمان ۹۵٪ ونمایش بریچ ۳–۴٪ است. البته در اواسط حاملگی ممکن است جنین در وضعیت بریچ باشد ولی معمولاً در رحم چرخیده و به صورت معمول در میاید؛ اگر تا هفته ۳۶ حاملگی این چرخش روی ندهد به دلیل نزول جنین به داخل لگن، احتمال تصحیح آن بسیار کاهش می‌یابد و جنین اغلب بریچ باقی می‌ماند. تشخیص وضعیت بریچ در سونوگرافی راحت است ولی با مانورهای لئوپولد و سمع قلب جنین (محل صدای قلب در بریچ بالای ناف است) نیز می‌توان به نتایجی دست یافت.

## انواع نمایش بریچ
بسته به عضو نمایش (عضوی که ابتدا از دهانه رحم خارج می‌شود) سه نوع بریچ داریم:
1. نمایش بریچ کامل (Complete breech) هنگامی است که جنین هر دو مفصل ران و زانو را خم کرده‌است (کف پا کنار باسن قرار دارد)
2. نمایش بریچ فرانک (Frank breech) هنگامی است که عضو نمایش جنین باسن است و ابتدا باسن خارج می‌شود.
3. نمایش بریچ فوتلینگ یا ناکامل (Footling breech) هنگامی است که یک یا هردو پا ابتدا خارج می‌شوند.
در وضعیت‌های بسیار نادر ممکن است کودک به پهلو یا از پشت خارج شود و یا اولین تظاهر زایمان، زانو یا آرنج کودک باشد.

## علل
نوزادانی که به‌طور زودرس متولد می‌شوند، با احتمال بیشتری نسبت به سایر نوزادان در وضعیت بریچ در رحم قرار می‌گیرند. همچنین اگر بیش از یک جنین در رحم باشد، یا جنین هیدروسفالی (بزرگی سر) داشته باشد احتمال زایمان بریچ بیشتری وجود دارد. لانه گزینی جفت در سگمان تحتانی رحم، وجود سپتوم داخل رحمی و حالتهای خاص جنینی مثل اکستانسیون شدید ستون مهره‌ها سایر علل بریچ هستند.
قرارگیری جنین در موقعیت بریچ اغلب تصادفی بوده و علت خاصی ندارد. با این حال چند عامل ممکن است در این شرایط تأثیر داشته باشند. این عوامل عبارتند از:
- مایع آمنیوتیک خیلی زیاد (پلی هیدرآمنیوس) یا کاهش مایع آمنیوتیک (الیگوهیدرامنیوس) که باعث می‌شود چرخیدن در رحم برای جنین دشوار گردد.
- پایین بودن جفت جنین
- جنین‌های دوقلو، سه قلو و یا چندقلو

## عوارض
اصولاً انجام زایمان بریچ از زایمان عادی دشوارتر است و امکان دیستوشی (گیرکردن نوزاد هنگام زایمان) و عوارض آن بالاست لذا اغلب پزشکان ترجیح می‌دهند چنین نوزادانی را بخصوص در صورت تنگی لگن مادر با روش سزارین به دنیا بیاورند.
 ممکن است برخی مواقع، پزشک به صورت دستی و با فشار به شکم مادر، جنین را بچرخاند و در وضعیت صحیح قرار دهد اما همیشه این روش امکان پذیر نیست مخصوصا اگر مادر دچار نارسایی جفت باشد و ریسک خونریزی داشته باشد یا در مورد چندقلوها و یا در مواردی که مایع آمنیوتیک پایین باشد.